# یوزوهو شیوکوشی
یوزوهو شیوکوشی (انگلیسی: Yuzuho Shiokoshi؛ زادهٔ ۱ نوامبر ۱۹۹۷) بازیکن فوتبال اهل ژاپن است.
وی همچنین در تیم‌های ملی فوتبال زیر ۲۰ سال زنان ژاپن و زنان ژاپن بازی کرده‌است.